# Criterium van Tresca

2D-Plot van het criterium van Tresca en Von Mises

3D-Plot van de vloeioppervlakken van het criterium van Tresca en Von Mises

Het criterium van Tresca geeft aan wanneer een monster plastisch vervormt onder meerdimensionale aangebrachte normaalspanningen. Wordt slechts in één richting een spanning aangebracht, dan moet die spanning onder de vloeigrens {\displaystyle (\sigma _{Y})} blijven, werken de spanningen in meerdere richtingen dan moet een benaderd criterium gebruikt worden (zie ook Criterium van Von Mises).
Het criterium van Tresca luidt:
{\displaystyle \max {(|\sigma _{xx}-\sigma _{yy}|,|\sigma _{yy}-\sigma _{zz}|,|\sigma _{zz}-\sigma _{xx}}|)<\sigma _{v}}
Dit criterium is ook gedefinieerd wanneer er schuifspanningen op het monster inwerken, daartoe moet de spanningstensor (spanningstoestand) gediagonaliseerd worden. De diagonaalelementen van die matrix nemen dan de plaats in van de normaalspanningen hierboven.
Het criterium is genoemd naar Henri Tresca, een 19e-eeuwse Frans ingenieur in de mechanica.